# 费拉角

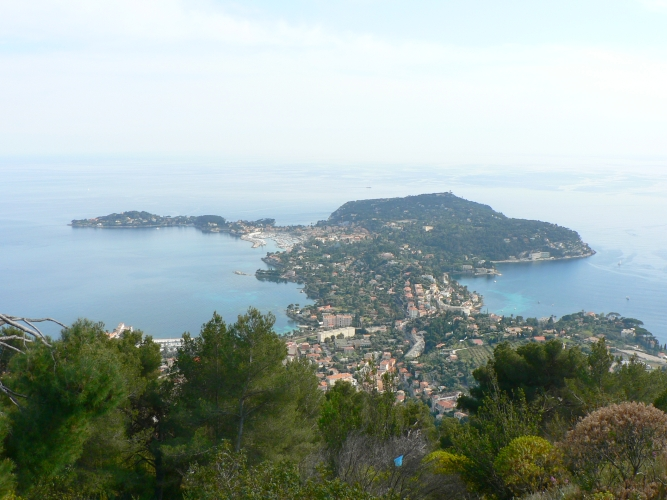
从圣米歇尔高原望向费拉角

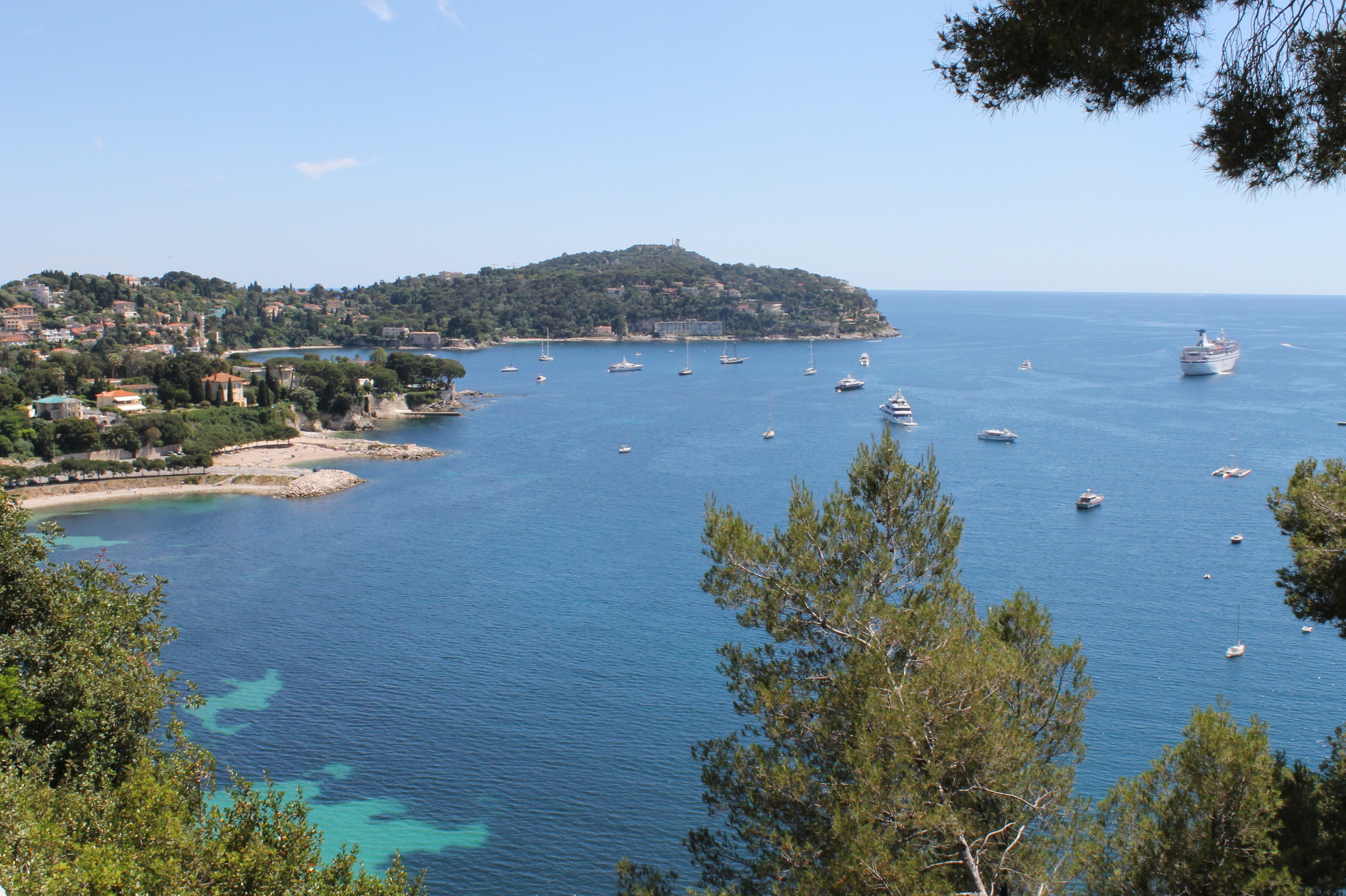
从滨海自由城望向费拉角

费拉角（法語：Cap Ferrat，法語發音：[kap fɛʁa]）是法国东南部滨海阿尔卑斯省的一个海角，位于市镇圣让卡普费拉，将滨海博略与滨海自由城分开。